# YU+ME dream
YU+ME dream è un fumetto online creato da Megan Rose Gedris nel giugno 2004 e ancora in corso di pubblicazione.
La storia ruota intorno alle vicende di Fiona Thompson, una ragazza di diciotto anni che vive un'esistenza molto infelice tra il disprezzo dei suoi compagni di classe e quello della sua matrigna. La sua vita cambia all'improvviso quando una sua coetanea, Lia Riolo, si trasferisce nella casa a fianco, innescando una catena di eventi che portano il mondo di Fiona a capovolgersi. Le vicende si dividono a metà tra il mondo reale e il mondo dei sogni, dove una seconda trama si intreccia a quella principale, svelando retroscena e creando nuovi intrecci inaspettati.

## Personaggi principali

### Le protagoniste
Fiona Thompson
È una giovane ragazza di diciotto anni. Porta gli occhiali, è molto magra e ha lunghi capelli rossi, con due evidenti ciuffi bianchi. All'inizio del fumetto conduce una vita detestabile. Frequenta una scuola cattolica, la West Catholic, nella quale fa collezione di punizioni da parte di Sister Mary ed è odiata da tutti; in particolare da Sarah, sua ex amica d'infanzia. Nel corso della storia si innamora, ricambiata, di Lia, con la quale sviluppa una relazione omosessuale che verrà bloccata dall'intervento di Sadako. Nonostante gli impedimenti al loro rapporto, le due faranno di tutto per ritrovarsi.
Lia Riolo
Il suo nome completo è Celia Maria Riolo. All'inizio della storia si trasferisce, diventando la nuova vicina di Fiona, con la quale rapidamente costruisce un solido legame di amicizia che sfocia presto in amore. Frequenta la stessa classe di Fiona e Sarah. Nella prima parte della storia presenta Sadako come sua cugina, mentre quest'ultima sostiene di essere una sua amica proveniente dalla sua vecchia scuola. Più avanti si scoprirà che Lia ha paura di Sadako e di quello che potrebbe fare se scoprisse la sua relazione con Fiona, il che la costringerà a fare di tutto per mantenerla segreta. Durante la storia si viene a scoprire che non è una bionda naturale e che adora i tacos, e può mangiarne anche otto di fila.

### La scuola
Jake
È gay, ed è fidanzato con Donovan, che è il suo primo ragazzo. Agli inizi della storia Fiona lo salva da un'aggressione omofoba di Calvin e Bob, e da quel momento i due stringono un forte legame d'amicizia. Jake è stato trasferito alla West Catholic per colpa di Martin, il suo primo amore che, non corrispondendo i suoi sentimenti, ha raccontato della sua infatuazione ai suoi genitori. È il primo a spiegare a Fiona cosa sia una lesbica.
Donovan
Chiamato da tutti Don, è il ragazzo di Jake. Nel corso della serie cambia spesso il taglio e il colore dei capelli. Nella sua prima apparizione ha capelli rasati con una cresta bicolore, verde e rossa. Lavora come cameriere alla International House of Waffles, dove spesso si rintanano Fiona e Jake quando saltano la scuola.
James
È un nerd che fa parte del club Audio/Video della West Catholic. Si innamora di Fiona e riesce a estorcerle un appuntamento, sfruttando il fatto che Fiona abbia paura che lui capisca che è lesbica, non ancora pronta ad ammetterlo. Dopo aver covato vendetta nei suoi confronti, durante il ballo di fine anno annuncia di essersi messo con Sadako.
Sarah
È una ragazza molto popolare a scuola che fa sempre di tutto per mettere nei guai Fiona, che sembra detestare. Frequenta i club più "in" del momento e legge i giornali più popolari, come "Fashion Magazine". Da piccola era la migliore amica di Fiona, ma quando avevano sei anni, durante un gioco, si baciarono. Sarah riferì la cosa ai genitori di Fiona, e da quel momento le due non si videro più. Si sono reincontrate alla West Catholic, dove frequentano la stessa classe. Più avanti nella storia si scopre che Sarah in realtà è innamorata di Fiona, ma lo negherà successivamente per evitare di perdere popolarità fra i compagni di scuola.
Cassandra
Meglio conosciuta come "Cassie", è la migliore amica di Sarah. In realtà è segretamente innamorata di lei, e arriverà a minacciare Fiona affinché le stia alla larga.
Sister Mary
È la suora che si occupa di gestire la West Catholic. È magra fino all'osso e sempre pronta a elargire punizioni agli studenti, rei di compiere continui scherzi ai suoi danni. La punizione che dà più spesso è quella di pulire i bagni.

### La famiglia
La madre di Fiona
È morta in un incidente d'auto quando Fiona aveva solo quattro anni. Nei primi anni dopo il liceo conosce David, di cui si innamora. Provenendo da una famiglia strettamente protestante, viene disconosciuta da suo padre quando sceglie di sposare David, cattolico. Cresce Fiona praticamente da sola, mentre David si fa assorbire sempre più dal suo lavoro; venuta a conoscenza da parte di Richard che David la tradisce, dopo un confronto con Elizabeth decide di suicidarsi e di portare Fiona con sé. Ha un fratello di nome George. Al liceo cantava nel coro della chiesa, e veniva chiamata "Angelo".
David Thompson
È il padre di Fiona, un uomo senza spina dorsale che porta sulle spalle il peso della morte della moglie. Tradiva la madre di Fiona, fin da quando la bambina era piccola, con Elizabeth, che poi avrebbe sposato, e ancor prima con Enid, un'altra collega di lavoro.
Elizabeth
È la matrigna di Fiona di cui ha sposato il padre, David, di cui è un'ex collega d'ufficio. Ha sempre odiato i bambini e ha un pessimo rapporto con Fiona, che ritiene essere immeritevole dell'affetto del padre. Fa di tutto per renderle la vita impossibile, impedendole spesso di cenare quando prende punizioni a scuola e facendo di tutto per non curarsi di lei. Ha un cagnetto di nome Princess, che Fiona detesta. Sua madre è una fumatrice all'ultimo stadio che vive in Arkansas su una sedia a rotelle, attaccata a un respiratore.
Richard Gibson
È il padrino di Fiona. È gay e ha un compagno di nome Mike. Fin dai tempi del liceo è stato il migliore amico della madre di Fiona. Ha provato per molti anni a contattare Fiona per raccontarle la storia di sua madre, ma le sue numerose telefonate e lettere sono sempre state intercettate da Elizabeth e non hanno mai raggiunto Fiona.

### Il mondo dei sogni
Mary
È la coscienza di Fiona. Grassottella e scura di pelle, ha due grandi ali piumate. Non è molto contenta del lavoro che le fanno fare con Fiona, ma si affeziona molto alla ragazza e combatte per salvarla.
Sadako
È la regina del Mondo dei Sogni, ma non può vedere cosa succede nei sogni sognati all'interno del Mondo dei Sogni. Quando si scopre l'occhio destro, di solito coperto dai capelli, attraverso la sua iride a forma di spirale può indurre o negare l'accesso ai sogni. Il suo regno è iniziato nel 1870.
Clandestine Jones
È un personaggio misterioso, onnipresente, caratterizzato da occhi a bottone e lunghi capelli blu. È capace di creare sogni nella mente delle persone. Del poco che si sa di lei, la cosa più curiosa è che quando sogna spesso parla in francese.
Lucy
È l'impersonatore di Sarah.
Tarantula
È a capo del gruppo rivoluzionario che progetta la liberazione dal regno di Sadako.